# 劳拉·洛佩斯 (水球运动员)
劳拉·洛佩斯·本托萨（西班牙語：Laura López Ventosa，1988年1月13日—），西班牙女子水球运动员。她曾代表西班牙参加2012年和2016年夏季奥林匹克运动会水球比赛，其中2012年奥运会获得一枚银牌。